# 中新田バッハホール

ホール内部

中新田バッハホール（なかにいだバッハホール）は、宮城県加美町にある、町立の音楽ホールである。

## 概要
当時の中新田町町長・本間俊太郎の発案で建設され、1981年（昭和56年）2月に、「中新田町民文化会館」、通称「中新田バッハホール」として開館した。684席の大ホールの設計にはNHK総合技術研究所が携わり、壁面や天井のデザインが工夫されているほか、様々な楽器や演奏曲目に最適化された残響時間が得られる残響可変壁が採用されている。また、ホール設計と同時に計画されたパイプオルガンが設置され、ホールの象徴となっている。
都会から離れた田舎町に建設された高度な音楽ホールは、”田んぼの中のコンサートホール”として注目され、地方からの文化発信の象徴的存在として知られるようになった。優良ホール100選にも選ばれている。
館内には楽譜や音楽に関する専門書などが収められる音楽資料館があるほか、「田園詩」と題された3面のステンドグラスも配されている。
2014年に市民オーケストラ「バッハホール管弦楽団」が創設され、2017年4月に音楽教育施設「国立音楽院宮城キャンパス」が加美町に開校した。こうしたバッハホールを核とした町づくりが評価され、2017年に財団法人地域創造の2017年度地域創造大賞（総務大臣賞）を受賞した。

## 施設
- 名称：加美町中新田文化会館
- 愛称：中新田バッハホール[3][5]
- 客席数（大ホール）：684席（固定643席・補助移動38席・車椅子3席）[5]
- 舞台（大ホール）：間口14.8m、奥行9.0m、高さ9.55m[5]
- 設備（大ホール）：パイプオルガン（須藤オルガン工房）、ピアノ（スタインウェイ/ヤマハCF）、チェンバロ（ノイペルト）[5]
- 所在地：宮城県加美郡加美町字一本杉101番地

## アクセス
- ミヤコーバス「バッハホール入口」停留所より徒歩3分、「バッハホール前」停留所より徒歩2分。
- 自家用車：東北自動車道・三本木PAスマートICより16分、古川ICより18分。
- 駐車場：無料450台